# 夏の医者
『夏の医者』（なつのいしゃ）は、古典落語の演目。元は上方落語で、のちに東京に移されたとされる。
原話について武藤禎夫は、中国由来の笑話で猷山の『諸仏感応見好書』（享保11年・1726年）に見えるという説を紹介しており、日本語での古い文献として『軽口独狂言』第2巻（明和2年・1765年）の「蛇（うわばみ）の口あたり」を挙げている。
主な演者に、上方では2代目桂枝雀が、東京では6代目三遊亭圓生、三遊亭鳳楽が知られる。
落ちは「チシャ」（レタス）と「医者」の地口となっている。この二つを取り合わせた演目としては『ちしゃ医者』もあるが、こちらは直接の落ちには使用していない。

## あらすじ
とある田舎の村。夏の暑い盛りの昼間に一人の農夫が倒れた。しかし、村には医者がおらず、農夫の息子が山向こうの隣村にいる医者を迎えに行くことになった。息子は山すそを回って長い道のりを行き、医者の家にたどり着く。農夫の息子から状況を聞いた医者は、すぐに原因がチシャ（カキヂシャ）による食あたりだと見当をつけ「夏のチシャは腹へ障る」と言って農夫の息子と共に往診に向かう。
医者は山すそを回るより山を越えた方が早いと言って2人は山に入る。歩き疲れ、山頂で休憩をしている最中、急にあたりが真っ暗になる。医者はすぐに自分たちが昔から山に住んでいるといわれるウワバミ（大蛇）に飲まれたと気づく。このままでは消化されてしまうが刃物はなく腹を裂いて外に出ることはできない。ここで医者は薬箱から大黄の粉末（下剤）を取り出すと、ウワバミの腹に撒いた。途端、ウワバミは苦しみ始め、2人はその肛門から脱出した。
その後、2人は農夫の家に辿り着き、医者が農夫の様子を見るとやはり食あたりのようである。そこで薬を処方しようとしたが、薬箱がないことに気づいた。ウワバミの体内に置いてきてしまったことに気づいた医者は、再び山へと戻ると、果たしてグッタリとして「肩で息をしている」ウワバミを見つける。医者はウワバミにまた自分を飲み込んで欲しい、「先ほどは頼みもしないのに二人を込み込んだが、今度は一人だけだ」と頼むが、ウワバミはこれを断り言った。
「夏のイシャは腹へ障る」

## 落ちのバリエーション
他の落ち（サゲ）として「こんな臭え医師は飲んだことはねえ」で落とすものがある。この落ちは『桑名船』（『兵庫船』）落ちの1つと同じである。